# Stayen
Le Stayen, orthographié Staaien jusqu'en 2008, est un stade de football situé dans la commune de Saint-Trond, en Belgique. Le stade a été construit en 1927 et plusieurs fois agrandi au fil des évolutions sportives du club résident, le K. Saint-Trond VV, qui évolue en 2022-2023 en première division belge.
Le stade est surnommé « L'Enfer du Stayen », à cause des défaites régulièrement subies par les grands clubs belges, forgeant la réputation de « Giant Killer » du club trudonnaire.

## Histoire
Le club de Saint-Trond est fondé en 1924, et joue d'abord sur un terrain situé sur la Tongersesteenweg, puis sur la Montenakenweg. À l'initiative d'Alfred Wauters, à l'époque directeur de la fabrique sucrière Mellaerts, un nouveau terrain, appartenant à l'usine, est alloué au club, sur la Tiensesteenweg. Lors de leur première saison à cet endroit, le club parvient à rejoindre la Promotion, troisième niveau national. Une tribune debout est alors construite aux abords du terrain, marquant les débuts d'un « vrai » stade pour les trudonnaires.
Le stade est complètement détruit par un bombardement aérien le 24 août 1944, et n'est reconstruit qu'en 1948, quand le club rejoint pour la première fois la Division 1, à l'époque deuxième niveau national. Une tribune couverte de 600 places assises est ajoutée pour l'occasion. La tribune debout est finalisée dans le courant de la saison 1952-1953, et les douches sont installées dans les vestiaires la même année. 
En 1957-1958, le club joue sa première saison au plus haut niveau du football belge, et l'affluence au stade augmente. Le sommet est atteint durant la saison 1965-1966, que le club termine vice-champion. Pour la réception du Sporting d'Anderlecht, pas moins de 20 000 personnes prennent place dans les gradins.
En 1981-1982, le club joue alors en deuxième division, mais la modernisation du stade ne s'arrête pas. Un nouvel éclairage est installé, avec des projecteurs plus puissants. Un an plus tard, la vieille tribune debout et la cantine sont également remises à neuf. En 1987, le club revient en première division, et le stade est à nouveau rénové. La capacité est ramenée à 16 000 places pour des raisons de sécurité durant l'automne 1988. En août 1989, un nouveau gazon, fraîchement importé des Pays-Bas, est installé. Pour le préserver, les équipes réserves et juniors joueront désormais leurs matches sur un terrain annexe. En 1990, une nouvelle tribune est construite, et deux ans plus tard, ce sont deux blocs de « Business seats » qui voient le jour.
En 2001, un nouveau complexe est construit derrière la tribune principale, comprenant notamment une salle de presse, une cafeteria, et de nouveaux sanitaires. En 2003, la plus ancienne tribune debout est remplacée par une tribune de 5 000 places assises, diminuant la capacité maximale du stade. En 2008, le club fait construire une nouvelle tribune du côté de la chaussée. Cette tribune comprend diverses installations sous les gradins, comme une salle de banquet, une salle de fitness, et un ensemble de bureaux. Un hôtel est également bâti sur le coin de la tribune, faisant la jonction avec la tribune perpendiculaire. Les travaux de construction de cette tribune sont achevés en février 2009, suivis par le lancement des travaux de modernisation d'une autre partie du stade. Cette seconde tribune modernisée comprend également des bureaux sous les gradins dans son angle. Les travaux sont terminés au début de la saison 2010-2011, et auront coûté pour l'ensemble du stade environ 35 millions d'euros.
Durant l'été 2011, Saint-Trond devient le premier club belge à se munir d'une pelouse entièrement synthétique. Un système de chauffage est également installé, pour empêcher le terrain de geler et permettre la tenue des matches durant l'hiver.
À partir de février 2023, la société japonaise "Daio Wasabi Farm" a acquis les droits de dénomination du stade et l'a nommé "Daio Wasabi Steien Stadium". C'est la première fois dans l'histoire d'un championnat belge qu'une société japonaise acquiert les droits de dénomination d'un stade.